# Ренн (округ)
Ренн (фр. Rennes) — округ (фр. Arrondissement) во Франции, один из округов в регионе Бретань. Департамент округа — Иль и Вилен. Супрефектура — Ренн.
Население округа на 2019 год составляло 612 281 человек. Плотность населения составляет 273 чел./км². Площадь округа составляет 2245,45 км².

## Состав
Кантоны округа Ренн (с 1 января 2017 года):
- Беттон
- Брюз
- Валь-Куэнон (частично)
- Жанзе (частично)
- Ле-Рё
- Лифре
- Мелес (частично)
- Монтобан-де-Бретань
- Монфор-сюр-Мё
- Ренн-1
- Ренн-2
- Ренн-3
- Ренн-4
- Ренн-5
- Ренн-6
- Фужер-1 (частично)
- Шатожирон (частично)

Кантоны округа Ренн (с 22 марта 2015 года по 31 декабря 2016 года):
- Антрен
- Беттон
- Брюз
- Жанзе
- Комбур (частично)
- Ле-Рё
- Лифре
- Мелес
- Монтобан-де-Бретань
- Монфор-сюр-Мё
- Ренн-1
- Ренн-2
- Ренн-3
- Ренн-4
- Ренн-5
- Ренн-6
- Фужер-1 (частично)
- Шатожирон (частично)

Кантоны округа Ренн (до 22 марта 2015 года):
- Беттон
- Бешерель
- Брюз
- Жанзе
- Лифре
- Монтобан-де-Бретань
- Монфор-сюр-Мё
- Мордель
- Плелан-ле-Гран
- Ренн-Брекиньи
- Ренн-ле-Блон
- Ренн-Нор
- Ренн-Нор-Уэст
- Ренн-Нор-Эст
- Ренн-Сюд-Уэст
- Ренн-Сюд-Эст
- Ренн-Центр
- Ренн-Центр-Уэст
- Ренн-Центр-Сюд
- Ренн-Эст
- Сен-Меэн-ле-Гран
- Сент-Обен-д′Обинье
- Сессон-Севинье
- Шатожирон
- Эде